# Vệ tinh dị hình

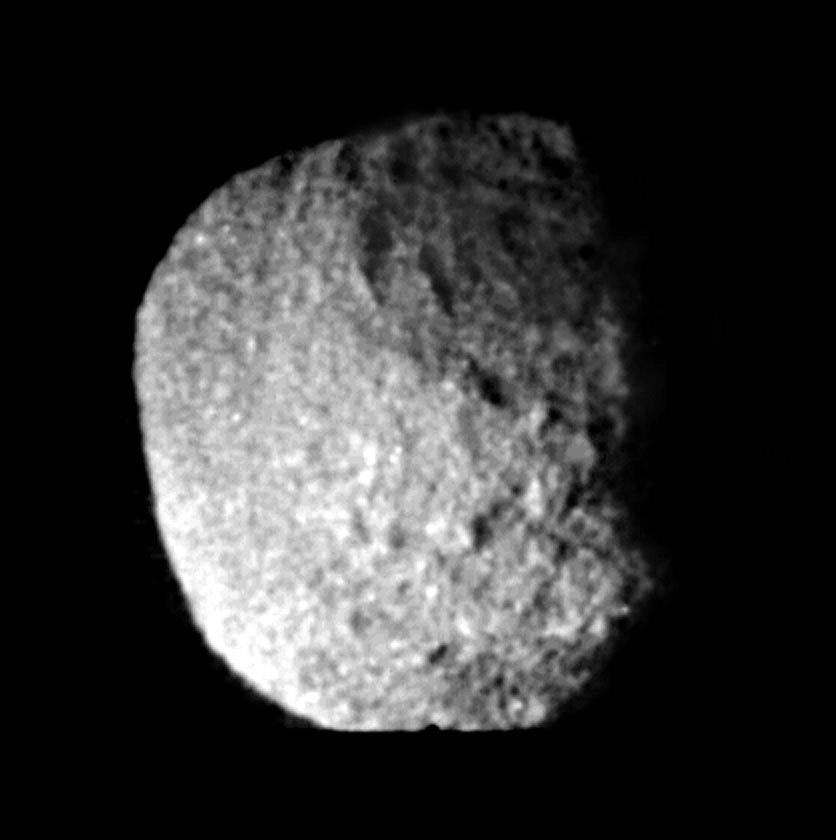
Ảnh của Voyager 2 chụp Proteus, vệ tinh dị hình có kích thước lớn nhất.

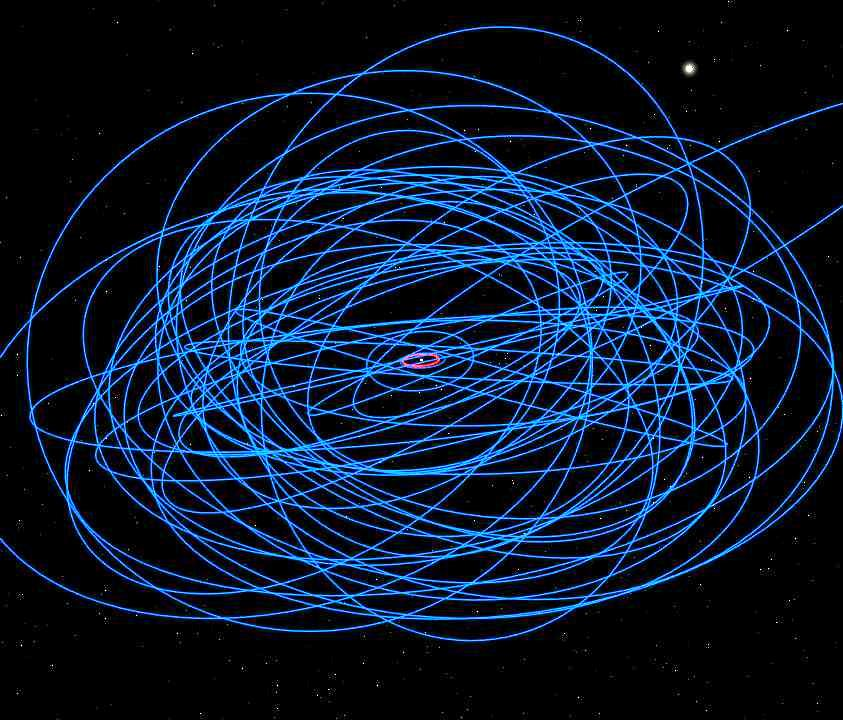
Biểu đồ vẽ quỹ đạo của các vệ tinh dị hình của Sao Thổ. Ở gần trung tâm, quỹ đạo của vệ tinh Titan, vệ tinh có hình cầu, là đường màu đỏ.

Vệ tinh dị hình là các vệ tinh không có hình dạng cầu, bị lồi lõm, có vệ tinh có hình dạng như củ khoai. Trường hơp của chúng có nguyên do từ các vụ va chạm với các thiên thạch trong quá trình hình thành và tồn tại.